# Hedstatjärnen
Hedstatjärnen är en sjö i Ljusdals kommun i Hälsingland och ingår i Ljusnans huvudavrinningsområde. Sjön är 6 meter djup, har en yta på 0,315 kvadratkilometer och är belägen 147 meter över havet.

## Delavrinningsområde
Hedstatjärnen ingår i det delavrinningsområde (686502-150849) som SMHI kallar för Utloppet av Letssjön. Medelhöjden är 202 meter över havet och ytan är 57,98 kvadratkilometer. Räknas de 95 avrinningsområdena uppströms in blir den ackumulerade arean 1 097,03 kvadratkilometer. Sillerboån (Väljeån) som avvattnar avrinningsområdet har biflödesordning 2, vilket innebär att vattnet flödar genom totalt 2 vattendrag innan det når havet efter 126 kilometer. Avrinningsområdet består mestadels av skog (76 procent). Avrinningsområdet har 7,92 kvadratkilometer vattenytor vilket ger det en sjöprocent på 13,6 procent.